# Ojnone
Ojnone (gr. Οἰνώνη, Oinṓnē, łac. Oenone; od gr. οἶνος, oînos – 'wino') – w mitologii greckiej frygijska nimfa, córka boga rzeki Kebren, pierwsza żona Parysa. Urażona zdradą odmówiła uleczenia śmiertelnie rannego męża, który przybył w góry Ida we Frygii szukać u niej pomocy. Dręczona wyrzutami sumienia wyruszyła za Parysem do Troi. Nie zastała go jednak przy życiu i z rozpaczy popełniła samobójstwo.
Ojnone była córką bóstwa rzeki Kebrenu. Pierwszym jej kochankiem został Apollo, który obiecał obdarzyć ją znajomością zielarstwa za możliwość odebrania jej dziewictwa.
Poznała później księcia trojańskiego Parysa, przebywającego w młodości z dala od rodzinnego Ilionu. Zakochali się w sobie i wzięli ślub. Z ich związku narodził się syn, któremu dano na imię Korytos. Małżeństwu nie dane było jednak szczęście. Parysa wezwano, aby został sędzią konkursu piękności, w którym brały udział trzy boginie, Hera, Atena i Afrodyta. Każda z nich złożyła mu propozycję łapówki, w tym Afrodyta miłość najpiękniejszej kobiety świata, Heleny. Parys wzgardził wobec tego swoją żoną i zapragnął Heleny. Ojnone potrafiła jako nimfa przewidzieć przyszłość. Próbowała więc zmienić decyzję męża, który był jednak nieprzejednany. Wobec powyższego nimfa oznajmiła mu, że gdyby został kiedyś ranny, tylko ona jedna będzie mogła go uleczyć.
Parys porzucił żonę, związał się z porwaną przez siebie Heleną, wywołując wojnę trojańską. W trakcie walk został ranny, trafiony zatrutą strzałą Filokteta. Nie potrafiono go uleczyć i wtedy książę przypomniał sobie, że kiedyś miał żonę i jej ostatnie skierowane doń słowa. Wyruszył na poszukiwanie nimfy (w innej wersji wysłał w tym celu innych ludzi). Ojnone jednak, pałając gniewem za porzucenie jej, odmówiła wyleczenia go. Po pewnym czasie gniew Ojnone zmalał i postanowiła jednak pomóc byłemu partnerowi. Kiedy się zjawiła, Parys już nie żył. Ojnone nie potrafiła poradzić sobie ze śmiercią dawnego ukochanego. Wpadła w rozpacz i popełniła samobójstwo. W jednej z wersji powiesiła się, w innej zaś rzuciła się na stos pogrzebowy, gdzie spaliła się w ogniu.